# Équipe cycliste Budget Forklifts
L'équipe cycliste Budget Forklifts est une équipe cycliste australienne, active entre 2008 et 2015. Durant son existance, elle participe aux circuits continentaux de cyclisme et en particulier l'UCI Oceania Tour. Elle court avec une licence d'équipe continentale, excepté lors de la saison 2010 où elle devient une équipe amateur.

## Histoire de l'équipe
L'équipe est créée en 2008 sous le nom de « Ord Minnett-Triple Play ». L'année suivante, elle devient la « Team Budget Forklifts ».

## Principales victoires

### Classiques
- Melbourne to Warrnambool Classic : Sam Horgan (2013) et Scott Sunderland (2015)
- New Zealand Cycle Classic : Michael Vink (2014)

### Courses par étapes
- Tour de Hokkaido : Joshua Prete (2014)
- Tour du lac Taihu : Sam Witmitz (2014)
- Tour of Yancheng Coastal Wetlands : Jesse Kerrison (2014)

### Championnats continentaux
- Championnat d'Océanie du contre-la-montre espoirs : 2009 (Jack Anderson)

## Classements UCI
L'équipe participe aux circuits continentaux et principalement à des épreuves de l'UCI Oceania Tour. Les tableaux ci-dessous présentent les classements de l'équipe sur les différents circuits, ainsi que son meilleur coureur au classement individuel.
UCI America Tour
| Saison | Classement par équipes | Meilleur coureur au classement individuel |
| ------ | ---------------------- | ----------------------------------------- |
| 2014   | 36e                    | Brodie Talbot (357e)                      |
| 2015   | 42e                    | Brendan Canty (315e)                      |

UCI Asia Tour
| Saison | Classement par équipes | Meilleur coureur au classement individuel |
| ------ | ---------------------- | ----------------------------------------- |
| 2009   | 35e                    | Cameron Jennings (98e)                    |
| 2013   | 40e                    | Kristian Juel (155e)                      |
| 2014   | 10e                    | Sam Witmitz (11e)                         |
| 2015   | 39e                    | Scott Sunderland (59e)                    |

UCI Oceania Tour
| Saison | Classement par équipes | Meilleur coureur au classement individuel |
| ------ | ---------------------- | ----------------------------------------- |
| 2008   | 10e                    | Cameron Hughes (de) (29e)                 |
| 2009   | 7e                     | Jack Jack Anderson (21e)                  |
| 2011   | 6e                     | Luke Davison (9e)                         |
| 2012   | 4e                     | Mark O'Brien (6e)                         |
| 2013   | 2e                     | Jack Anderson (5e)                        |
| 2014   | 3e                     | Michael Vink (2e)                         |
| 2015   | 3e                     | Daniel Barry (8e)                         |

## Budget Forklifts en 2015[12]

### Effectif
| Cycliste         | Date de naissance | Nationalité      | Équipe 2014                 |  |
| ---------------- | ----------------- | ---------------- | --------------------------- |  |
| Jack Anderson    | 2 juin 1987       | Australie        | Drapac                      |  |
| Daniel Barry     | 29 janvier 1988   | Nouvelle-Zélande | Budget Forklifts            |  |
| Josh Berry       | 5 septembre 1990  | Australie        |                             |  |
| Jack Bobridge    | 13 juillet 1989   | Australie        | Belkin                      |  |
| Brendan Canty    | 17 janvier 1992   | Australie        | Search2retain-Health.com.au |  |
| Luke Davison     | 8 mai 1990        | Australie        | Synergy Baku Project        |  |
| Westley Gough    | 4 mai 1988        | Nouvelle-Zélande | Budget Forklifts            |  |
| Sam Horgan       | 20 avril 1987     | Nouvelle-Zélande | Budget Forklifts            |  |
| Kristian Juel    | 5 février 1992    | Danemark         | Budget Forklifts            |  |
| Jacob Kauffmann  | 24 mars 1987      | Australie        | Garneau-Québecor            |  |
| Mitchell Mulhern | 22 janvier 1991   | Australie        | OCBC Singapore Continental  |  |
| Tommy Nankervis  | 21 janvier 1983   | Australie        | Budget Forklifts            |  |
| Glenn O'Shea     | 14 juin 1989      | Australie        | An Post-ChainReaction       |  |
| Myron Simpson    | 30 juillet 1990   | Nouvelle-Zélande | Budget Forklifts            |  |
| Scott Sunderland | 16 mars 1988      | Australie        |                             |  |
| Brodie Talbot    | 13 février 1989   | Australie        | Budget Forklifts            |  |
| Michael Torckler | 12 avril 1987     | Nouvelle-Zélande | SmartStop                   |  |
| Sam Witmitz      | 17 mars 1985      | Australie        | Budget Forklifts            |  |

### Victoires
| Date       | Course                                   | Pays             | Classe | Vainqueur     |
| ---------- | ---------------------------------------- | ---------------- | ------ | ------------- |
| 01/02/2015 | 4e étape de la New Zealand Cycle Classic | Nouvelle-Zélande | 2.2    | Joshua Prete  |
| 12/06/2015 | 3ea étape du Tour de Beauce              | Canada           | 2.2    | Brendan Canty |